# Cmentarz żydowski w Pszczewie
Cmentarz żydowski w Pszczewie – cmentarz żydowski w Pszczewie,  założony na początku XIX wieku. Cmentarz zajmuje powierzchnię 0,13 ha. Zachowało się na nim około dziesięciu nagrobków, z których najstarszy pochodzi z 1810 roku. Inskrypcje są w języku niemieckim.